# Gene Hackman
Eugene Allen Hackman (San Bernardino, 30 de janeiro de 1930 – Santa Fé, c. 18 de fevereiro de 2025) foi um premiado ator norte-americano. Recebeu diversos prêmios durante sua carreira, entre eles dois Óscares da Academia de Hollywood, de melhor ator principal e melhor ator coadjuvante/secundário.
Em 7 de julho de 2004, Hackman deu uma rara entrevista a Larry King, onde anunciou que não tinha futuros projetos filmados e acreditava que sua carreira de ator havia acabado. Em 2008, enquanto promovia seu terceiro romance, o ator confirmou que havia se aposentado da atuação, ocasionalmente fornecendo narração para documentários de televisão até 2017.

## Biografia
Filho de um jornalista que abandonou a família quando Gene tinha 13 anos, Hackman teve que conviver com o alcoolismo da mãe que morreu vítima de um incêndio que ela mesma provocou. O jovem deixou a casa da mãe aos 16 anos para fazer parte do Corpo de Fuzileiros Navais e quando saiu de lá foi fazer jornalismo na Universidade de Illinois, mas abandonou a faculdade e foi fazer um curso técnico de rádio. Daí resolveu tentar a carreira de ator e se matriculou na Pasadena Playhouse na Califórnia.
Em 1964 estreou na Broadway na peça Any Wednesday e no mesmo ano fez o filme Lilith, ao lado de Warren Beatty. A primeira indicação ao Óscar veio em 1967 como ator coadjuvante em Bonnie e Clyde. Em 1970 foi indicado novamente ao prêmio por Meu Pai, Um Estranho.
O Óscar chegou em 1971 pelo papel de Jimmy 'Popeye', policial nova-iorquino que desbarata uma quadrilha de traficantes no premiado Operação França. Para o ator, no entanto, A Conversação, filme de Francis Ford Coppola, foi o seu melhor trabalho.
Hackman teve alguns problemas cardíacos na década de 1990, mas nem com a saúde debilitada parou de trabalhar. Com o faroeste Os Imperdoáveis, dirigido por Clint Eastwood, ganhou mais um Óscar e um Globo de Ouro. Após o filme de 2004 Welcome to Mooseport, seu médico disse que o coração de Hackman não estava em condições de ser posto sob estresse e ele decidiu se aposentar. Seus únicos trabalhos depois foram de narração, primeiro quatro episódios da série da NFL America's Game: The Super Bowl Champions e depois dois documentários sobre os Fuzileiros Navais. Também apareceu em um episódio do programa Diners, Drive-Ins and Dives, onde o chef Guy Fieri visitou um restaurante em Santa Fé onde Hackman estava comendo.
O ator se casou duas vezes. Com sua primeira esposa, uma caixa de banco, teve três filhos. Era casado com a pianista clássica Betsy Arakawa desde 1991.

## Morte
Em 26 de fevereiro de 2025, Hackman, sua esposa Betsy Arakawa e um de seus três cães foram encontrados mortos em casa em Santa Fé. A descoberta foi feita após um funcionário da manutenção, que preocupado com a falta de respostas do casal, viu os dois corpos através da janela e acionou as autoridades locais. Amigos e familiares observaram que Hackman havia parado de andar de bicicleta um ano antes, e sua saúde parecia estar piorando. Eles notaram que ele parecia estar "confinado em casa".
Os delegados encontraram o corpo de Hackman no saguão, decomposto, e o corpo de Arakawa em estado semelhante em um banheiro. Em 27 de fevereiro, o Departamento do Xerife do Condado de Santa Fé declarou que não havia evidências de crime, mas não especificou a hora ou a causa da morte do casal, iniciando uma investigação sobre as circunstâncias. Em 28 de fevereiro, um xerife anunciou que os dados do marcapasso de Hackman indicavam que seu coração parou de bater em 17 de fevereiro.
Em uma coletiva de imprensa em Santa Fé em 7 de março, a polícia e o legista chefe revelaram que Hackman morreu em 18 de fevereiro de doença cardíaca grave e doença renal. Arakawa provavelmente morreu uma semana antes, em 11 de fevereiro, de síndrome pulmonar por hantavírus (vírus transmitido pelos ratos), com Hackman provavelmente não tendo percebido o que havia acontecido devido ao seu Alzheimer. Um de seus cães, um kelpie australiano, estava preso em uma casinha de cachorro e, possivelmente, morreu de fome.

## Homenagens e legado
Vários membros da indústria cinematográfica prestaram homenagem a Hackman após sua morte. Clint Eastwood escreveu em uma declaração: "Não havia ator melhor do que Gene. Intenso e instintivo. Nunca uma nota falsa. Ele também era um amigo querido de quem sentirei muita falta." Francis Ford Coppola escreveu: "Gene Hackman [foi] um grande ator, inspirador e magnífico em seu trabalho e complexidade...Lamento sua perda e celebro sua existência e contribuição". O presidente da BAFTA, o Príncipe William, também divulgou uma declaração, que dizia em parte: "Hackman foi um verdadeiro gênio do cinema que deu vida a cada personagem com poder, autenticidade e qualidade de estrela".
Morgan Freeman prestou homenagem a Hackman na Oscar 2025, dizendo em parte: "Como todos que já compartilharam uma cena com ele, aprendi que ele era um artista generoso cujos dons elevavam o trabalho de todos". acrescentando que ele será "lembrado como alguém que fez um bom trabalho e muito mais".  Outros que prestaram homenagem incluem: Dustin Hoffman, Glenn Close, Tom Hanks, Viola Davis, Bill Murray, Mel Brooks, Alec Baldwin, Gwyneth Paltrow, Josh Brolin, John Cusack, Ben Stiller, Michael Rosenbaum, James Gunn, Valerie Perrine, Nathan Lane, Antonio Banderas, Barbra Streisand, Hank Azaria, George Takei e Jennifer Love Hewitt.

## Carreira
- 1961 - Mad Dog Coll[16]
- 1964 - Lilith[16] (br: Lilith)
- 1966 - Hawaii[16]
- 1967 - Banning
- 1967 - Bonnie and Clyde[16] (br: Bonnie e Clyde - Uma Rajada de Balas)
- 1967 - First to Fight (O Suplício do Medo)
- 1967 - A Covenant with Death (br: Tirado dos Braços da Morte)
- 1968 - The Split (br: Quadrilha em Pânico)
- 1969 - Downhill Racer (br: Os Amantes do Perigo)
- 1969 - The Gypsy Moths (br: Os Paraquedistas Estão Chegando)
- 1969 - Riot (br: Os Amotinados do Presídio)
- 1969 - Marooned (br: Sem Rumo no Espaço)
- 1970 - I Never Sang for My Father (br: Meu Pai, um Estranho)
- 1971 - Doctors' Wives
- 1971 - The Hunting Party (br: Caçada Sádica)
- 1971 - The French Connection (br: Operação França)
- 1972 - Cisco Pike
- 1972 - Prime Cut (br: A Marca da Brutalidade)
- 1972 - The Poseidon Adventure (br: O Destino do Poseidon)
- 1973 - Scarecrow (br: Espantalho)
- 1974 - Zandy's Bride (br: Hannah - A Esposa Comprada)
- 1974 - Young Frankenstein (br: O Jovem Frankenstein)
- 1974 - The Conversation (br: A Conversação)
- 1975 - Lucky Lady (br: Os Contrabandistas)
- 1975 - French Connection II (br: Operação França II)
- 1975 - Night Moves (br: Um Lance no Escuro)
- 1975 - Bite the Bullet (br: O Risco de Uma Decisão)
- 1977 - A Look at Liv
- 1977 - The Domino Principle (br: As Pedras do Dominó)
- 1977 - March or Die (br: Marcha ou Morre)
- 1977 - A Bridge Too Far (br: Uma Ponte longe Demais)
- 1978 - Superman (br: Superman - O Filme)
- 1980 - Superman II (br: Superman II - A Aventura Continua)
- 1981 - All Night Long (br: Tudo em Família)
- 1981 - Reds (br: Reds)
- 1982 - Eureka (br: Eureka)
- 1983 - Uncommon Valor (br: De Volta para o Inferno)
- 1983 - Two of a Kind (br: Embalos a Dois) (voz)
- 1983 - Under Fire (br: Sob Fogo Cerrado)
- 1984 - Misunderstood (br: Meu Filho, Meu Filho)
- 1985 - Twice in a Lifetime (br: Duas Vezes na Vida)
- 1985 - Target (br: O Alvo da Morte)
- 1986 - Power (br: Os Donos do Poder)
- 1986 - Hoosiers (br: Momentos Decisivos)
- 1987 - No Way Out (br: Sem Saída)
- 1987 - Superman IV: The Quest for Peace (br: Superman IV - Em Busca da Paz)
- 1988 - Split Decisions (br: Minuto Final)
- 1988 - Mississippi Burning (br: Mississippi em Chamas)
- 1988 - Full Moon in Blue Water
- 1988 - Bat*21 (br: Bat 21 - Missão no Inferno)
- 1988 - Another Woman (br: A Outra)
- 1989 - The Package (br: A Entrega Mortal)
- 1990 - Postcards from the Edge (br: Lembranças de Hollywood)
- 1990 - Narrow Margin (br: De Frente Para o Perigo)
- 1990 - Loose Cannons (br: Um Tiro Que Não Deu Certo)
- 1991 - Company Business (br: Companhia de Assassinos)
- 1991 - Class Action (br: O Julgamento Final)
- 1992 - Unforgiven (br: Os Imperdoáveis)
- 1993 - The Firm (br: A Firma)
- 1993 - Geronimo: An American Legend (br: Gerônimo - Uma Lenda Americana)
- 1994 - Wyatt Earp (br: Wyatt Earp)
- 1995 - The Quick and the Dead (br: Rápida e Mortal)
- 1995 - Crimson Tide (br: Maré Vermelha)
- 1995 - Get Shorty (br: O Nome do Jogo)
- 1996 - The Chamber (br: O Segredo)
- 1996 - The Birdcage (br: A Gaiola das Loucas)
- 1996 - Extreme Measures (br: Medidas Extremas)
- 1997 - Absolute Power (br: Poder Absoluto)
- 1998 - Twilight (br: Fugindo do Passado)
- 1998 - Antz (br: FormiguinhaZ) (voz)
- 1998 - Enemy of the State (br: Inimigo do Estado)
- 2000 - The Replacements (br: Virando o Jogo)
- 2000 - Under Suspicion (br: Sob Suspeita)
- 2001 - The Mexican (br: A Mexicana)
- 2001 - Heartbreakers (2001) (br: Doce Trapaça)
- 2001 - Heist (br: O Assalto)
- 2001 - The Royal Tenenbaums (br: Os Excêntricos Tenenbaums)
- 2001 - Behind Enemy Lines (br: Atrás das linhas Inimigas)
- 2003 - Runaway Jury (br: O Júri)
- 2004 - Welcome to Mooseport (br: Uma Eleição Muito Atrapalhada)

## Prêmios e indicações
Óscar (Estados Unidos)
- Recebeu duas indicações na categoria melhor ator, por Operação França em 1971 e Mississipi em Chamas em 1988, tendo vencido por Operação França
- Recebeu três indicações na categoria melhor ator coadjuvante, por Bonnie e Clyde - Uma Rajada de Balas em 1967; por Meu Pai, um Estranho em 1970 e Os Imperdoáveis em 1992, tendo vencido por Os Imperdoáveis

Globo de Ouro (Estados Unidos)
- Recebeu cinco indicações na categoria Melhor Ator (filme dramático), por Operação França; A Conversação em 1974; Operação França 2 em 1976; Duas Vezes na Vida em 1985 e Mississipi em Chamas em 1988, tendo vencido por Operação França
- Venceu na categoria Melhor Ator (comédia ou musical) em cinema, por Os Excêntricos Tenenbaums em 2001
- Recebeu duas indicações na categoria Melhor Ator (coadjuvante/secundário) em cinema, por Sob Fogo Cerrado em 1983 e Os Imperdoáveis em 1992, tendo vencido por Os Imperdoáveis

Prêmio Cecil B. DeMille (2003) (Estados Unidos)
- Concedido pela Associação de Correspondentes Estrangeiros de Hollywood

BAFTA (Reino Unido)
- Recebeu cinco indicações na categoria melhor ator, por Operação França; O Destino do Poseidon; A Conversação; Um Lance no Escuro e Operação França 2, tendo vencido por Operação França e O Destino do Poseidon
- Recebeu duas indicações na categoria melhor ator coadjuvante, por Superman em 1978 e Os Imperdoáveis em 1992, tendo vencido por Os Imperdoáveis

Festival de Berlim (Alemanha)
- Vencedor do Urso de Prata na categoria melhor ator por Mississipi em Chamas em 1988